# Leboui
Leboui su (fra. Les Lébous, wolof. Réewi lebu yi) su nacionalna zajednica u Senegalu. Tradicionalno su ribari, a također i poljodjelci. Grupirani su oko Zelenog rta (Dakar), na kojem dolaze od prvog dolaska kolona u ovaj kraj.
Govore jezik, koji, protivno onom što priznaju, nije izvorno jezik tog naroda. Wolofski jezik je bio izvorno jezik Leboua. Tako Wolofi u biti govore leboujskim jezikom.
Leboui su danas većinom muslimani, no očuvali su elemente iz svoje tradicionalne vjere. Srodni narodi su Sereri, Wolofi i Toucouleri.

## Zemljopisna razdioba
Prema popisu 1988. u Senegalu, Leboua je bilo 56.758, od ukupno 6.773.417 stanovnika, čime čine 0,8 % stanovništva. Prema drugim izvorima, broj im je procijenjen na 90.000.
Najviše ih je na Zelenom rtu, no općenito ih se može naći u priobalju između on les trouve sur tout le littoral entre la Petite-Côte i grada Saint-Louisa.

## Poznati Leboui
- Dial Diop
- Elhaji Ibrahima Diop
- Blaise Diagne (1872. – 1934.)
- Diogal
- Amadou Assane Ndoye (1890-1974)
- Moustapha Ndoye
- Mariama Ndoye
- Doudou Ndoye
- Wasis Diop (1950.-)
- Djibril Diop Mambéty (1945. – 1998.)
- Mamadou Diop
- Dr Mbaye Ndoye
- El Hadji Médoune Gueye (1919. – 2008.)
- Urbain Diagne (1922. – 2010.)
- Abdoulaye Makhtar Diop (1946.-)
- Serigne Lamine Diop
- Abdoulaye Sadji (po majci)
- Maam Adji Fatou Seck
- Rama Yade
- Thierno Youm
- Djibril Dione
- Malick Dione
- Mamadou Seck
- Serigne El Hadji Kabir Sarr
- Serigne Mansour Sy (po majci)
- Malick Fall
- Masamba Kocki Diop
- Bassirou Diagne Maréme Diop
- Alassane Dialy Ndiaye
- Ousmane Paye
- Issa Samb (Joe Ouakam)
- Mohamed Gorgui Seyni Gueye dit "Sangabi"
- Elhadji Oumar Samb Guèye
- Abibou Ndoye
- Alioune Ndoye
- Youssou Thiépenda Diop

## Vanjske poveznice
- Histoire et organisation politique des Lébou dans la presqu’île du Cap-Vert et à Yoff (Dossiers régions côtières et petites îles 7 - Chapitre I, UNESCO)
- Francuska nacionalna knjižnica
- Kongresna knjižnica
- WorldCat